# Stefán Aðalsteinsson
Pour les articles homonymes, voir Aðalsteinsson.
Stefán Aðalsteinsson (né le 30 décembre 1928 à Vaðbrekka à Hrafnkelsdalur, mort le 5 novembre 2009) est un écrivain islandais et docteur en biologie animale. Il étudie les sciences agricoles à l'Université agricole d'Asi et y termine ses études. Il passe son test agricole à partir de 1955. De 1966 à 1968, il étudie à l'Université d'Édimbourg, où il a rédige sa thèse de doctorat sur l'hérédité des moutons et reçoit le doctorat en 1969. De 1991 à 1996, Stefán Aðalsteinsson est directeur général de la Nordic Livestock Bank. Il a été reçu chevalier de l'Ordre du Faucon islandais en 2003, pour sa contribution à la science et à la génétique agricole.